# Parafia św. Anny w Krakowie
Parafia św. Anny w Krakowie – parafia rzymskokatolicka należąca do dekanatu Kraków-Centrum archidiecezji krakowskiej przy ulicy św. Anny.
Została utworzona przed 1381. Kościół parafialny wybudowany w latach 1689–1703, konsekrowany w 1703.

## Historia
Konsekracja kościoła miała miejsce w niedzielę 21 października 1703 roku. Dokonał jej biskup Kazimierz Łubieński. W pierwszym dniu został konsekrowany kościół z trzema ołtarzami, a następnego dnia dokonano konsekracji pozostałych sześciu ołtarzy.

## Zasięg parafii
Do parafii należą wierni z Krakowa, mieszkający przy ulicach: św. Anny, Bożego Miłosierdzia, Cybulskiego, Czapskich, Felicjanek, Garncarskiej, Gołębia nry nieparzyste 7–13, nry parzyste 12–24, Humberta, Jabłonowskich, Jagiellońskiej nry parzyste, nry nieparzyste 7–17, Kapucyńskiej, pl. Kossaka, al. Krasińskiego nry nieparzyste, Krupniczej nry parzyste, Loretańskiej, Małej, al. Mickiewicza 1, 3, 5, Morawskiego, Olszewskiego, Piłsudskiego, Podwale, Retoryka, pl. Sikorskiego, Smoleńsk nry nieparzyste 1–35, nry parzyste 2–26, Straszewskiego 18–28, Studenckiej, pl. Szczepański 1, 2, 3, 3a, Szewskiej nry nieparzyste 13–27 i nry parzyste 10–24a, Wenecja, Wiślnej nry nieparzyste, Wygoda, Zegadłowicza, Zwierzynieckiej nry nieparzyste.

## Wspólnoty parafialne
Duszpasterstwo akademickie, Ruch Światło-Życie „Oaza”, Ministranci, Chór parafialny, Grupa charytatywna, Wspólnota Rodzin i Absolwentów.